# Marshallisch-osttimoresische Beziehungen
Die Beziehungen zwischen den Marshallinseln und Osttimor beschreiben das zwischenstaatliche Verhältnis der Marshallinseln und Osttimor.

## Geschichte

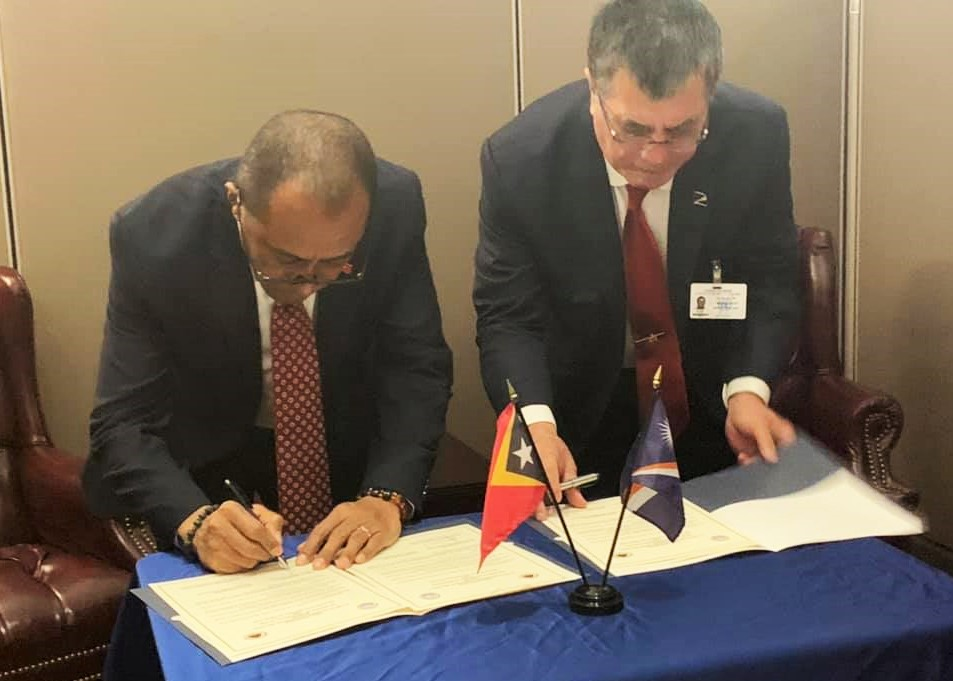
Die beiden Außenminister in New York: Dionísio Babo und John M. Silk bei der Unterzeichnung des Kommuniqués zur Aufnahme diplomatischer Beziehungen (2019)

Die Marshallinseln und Osttimor nahmen am 25. September 2019 diplomatische Beziehungen auf.
Osttimor ist zwar Teil Asiens, hat aber auch Ethnien, die Papuasprachen sprechen, weshalb es auch Beziehungen zur pazifischen Welt pflegt. Als Beobachter nahm Osttimor im Juli 2002 am dritten Gipfel der AKP-Staaten und seit August 2002 an den jährlichen Treffen der Staats- und Regierungschefs des Pacific Islands Forum teil. 2016 trat das Land dem Pacific Islands Development Forum bei.

## Diplomatie
Beide Länder verfügen nicht über Vertretungen im jeweils anderem Land.

## Wirtschaft
Für 2018 gibt das Statistische Amt Osttimors keine Handelsbeziehungen zwischen den Marshallinseln und Osttimor an.